# Arctia phantasma
Arctia phantasma är en fjärilsart som beskrevs av Friedrich Wilhelm Niepelt 1905. Arctia phantasma ingår i släktet Arctia och familjen björnspinnare. Inga underarter finns listade i Catalogue of Life.